# Kosice
Kosice (německy Großkositz) jsou obec v okrese Hradec Králové v Královéhradeckém kraji. Leží šest kilometrů severovýchodně od Chlumce nad Cidlinou. Žije zde 345 obyvatel.

## Historie

### Nejstarší období
Jak nasvědčují nálezy, bylo území Kosic osídleno již v době římské. O zdejší tvrzi pochází první písemná zmínka z roku 1315. Ležela v místě dnešního čp. 24 a nedochovaly se z ní ani zbytky, protože byly v 19. století srovnány se zemí. Pozoruhodné je, že se v té době nacházely na dnešním katastru obce tvrze tři: Kosice, Třesice a Přestavlky. Prvními známými majiteli obce byli (1318) Budislav a Bernart Hroznatové. V letech 1339 a 1357 je jako vlastník obce uváděn Spytihněv (Zbyhněv) z Kosic, v letech 1363–1369 Sulek z Kosic a v roce 1379 Čeněk z Kosic, kterému patřily i sousední Kosičky.
Již koncem 14. století přechází kosické zboží do majetků pánů z Labouně, kteří si ho udrželi přes husitské války až do začátku 16. století. Roku 1395 je jako majitel zaznamenán Zdeněk z Labouně, v letech 1467 až 1494 Čeněk z Labouně a na Kosicích. V roce 1518 prodal Bohuněk z Labouně tvrz, ves i dvůr Vilému Kostkovi z Postupic a ten veškerý nově nabytý majetek připojil ke svému chlumeckému panství. Od té doby je historie obce spjata s historií tohoto panství.
Pokud jde o Třesice, v roce 1397 patřily zdejší tvrz, ves i dvůr Maršovi a Peškovi ze Slemence. V roce 1436 je jako majitel uveden Jan z Třesic, po jehož smrti v roce 1451 zboží po devítiletých sporech o dědictví připadlo Mikuláši z Nové Vsi a Jiřímu Pouchobradskému. Roku 1527 prodal Mikuláš starší z Dobřenic tvrz i dvůr s mlýnem a krčmou za 1 950 kop Vojtěchovi z Pernštejna. Tvrz zanikla záhy ještě téhož století a dvůr byl poté připojen k chlumeckému panství.
Přestavlky jsou poprvé zmíněny v roce 1369, kdy patřily Čeňkovi z Přestavlk. Zboží zdejších pánů pokrývalo v první polovině 15. století nejen vlastní tvrz s poplužím, ale i dvůr a ves s poplužím v Kosičkách, dvůr a ves Mlékosrby, vsi Nutice a Cítkov, platy v Káranicích, Chudeřicích, Staré Vodě a Písku a kostel v Luhu. Veškerý tento majetek zapsal Unka z Přestavlk roku 1426 Dobraňovi z Kochovic a Vaňku Kavalcovi z Lipoltic. Podle všeho byla tvrz zničena před rokem 1521 a Přestavlky byly přikoupeny ke chlumeckému panství koncem 16. století. Obec zanikla během třicetileté války. Dodnes je patrný příkop okrouhlého půdorysu dříve zvaný Cvekovec, dnes Kvočna.

### Součást chlumeckého panství
Významnou měrou zasáhl do historie obce rozvoj rybniční soustavy v Pocidliní na přelomu 15. a 16. století. Prvním moderním rybníkem v nejbližším okolí obce byl Velkochlumecký rybník, zřízený ještě za Kostků z Postupic v roce 1492. Patrně v této době vznikl na katastru obce Velký Kosický rybník a sousední Písecký rybník. Když v roce 1521 koupili chlumecké panství Pernštejnové, ve výčtu majetku se uvádějí i rybníky. Je též možné, že tyto rybníky byly zřízeny později, až za Pernštejnů, kteří rybníkářství podporovali a kteří vlastnili chlumecké panství až do roku 1547, kdy přešlo v majetek koruny.

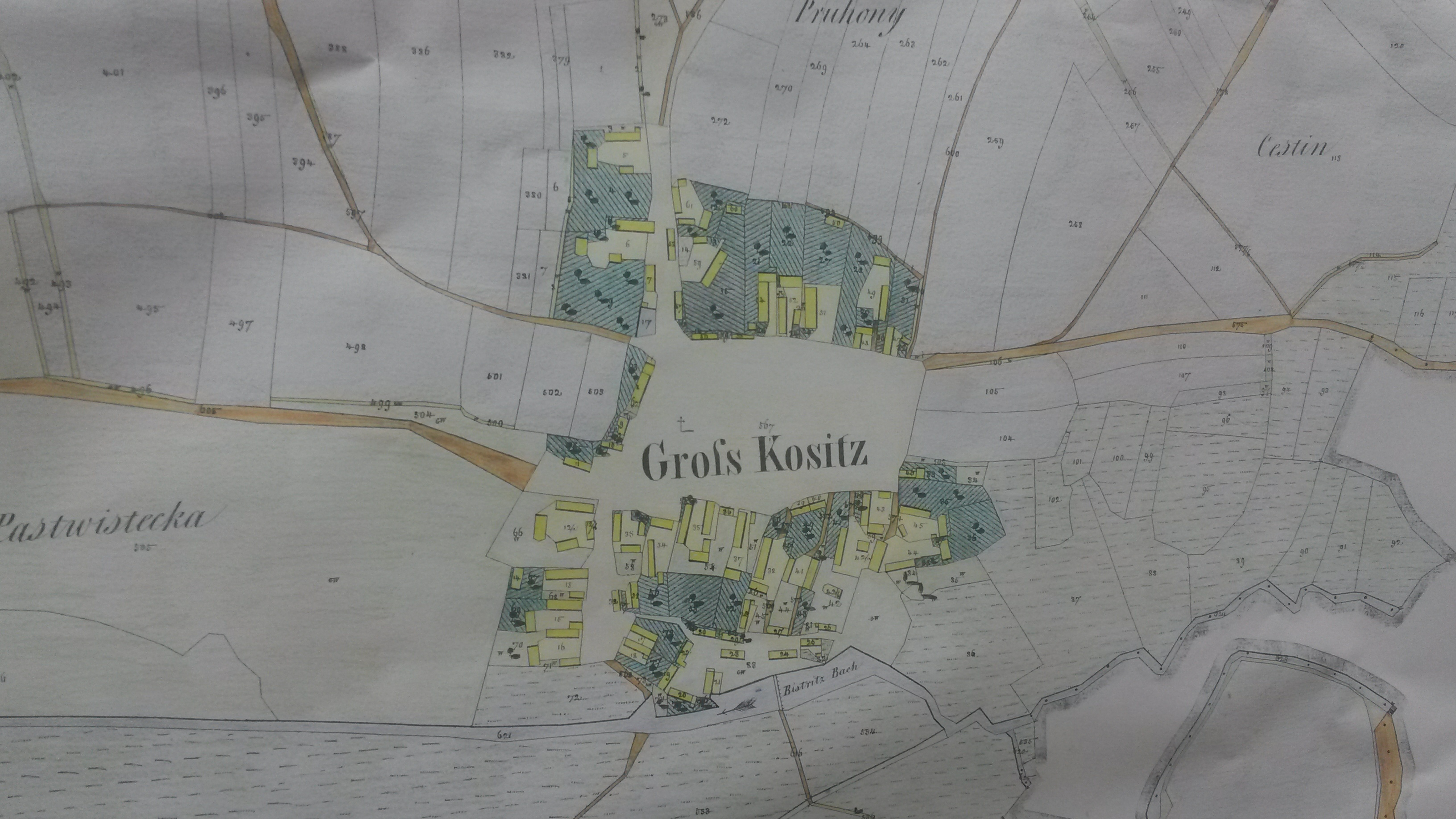
Katastrální mapa Kosic z roku 1841

Roku 1577 zastavil Rudolf II. dosud korunní chlumecké panství Janovi z Vchynic za 60 000 kop míšeňských grošů. Zástava trvala jen dva roky, ale chlumecké panství zůstalo v hledáčku Vchynských natrvalo. Janův syn Václav si za svoji podporu Matyáše ve sporu o korunu s jeho bratrem Rudolfem vyžádal chlumecké panství, které obdržel roku 1611 spolu s panstvím kolínským. Ani napodruhé nezůstalo chlumecké panství v majetku Vchynských nadlouho, Václav Vchynský byl obviněn ze zrady a majetek roku 1615 navrácen komoře. Ambicióznímu Vchynskému se ve zmatcích stavovského povstání podařilo znovu získat Matyášovu důvěru a v tajnosti získal chlumecké panství zpět. Panství mu bylo stavy v roce 1620 opět nakrátko odebráno, ale po bitvě na Bílé Hoře ho získali Vchynští, od roku 1634 nazývaní Kinští, definitivně.
Třicetiletá válka zasáhla zdejší oblast větší měrou v letech 1631 až 1643 a ve svém důsledku způsobila značné změny v držbě majetku. V okolí Kosic zanikly vsi Báně, Bludy, Korce, Lipolesy, Rtánov, Žabí Lhotka. Mnohé vsi byly na pokraji zkázy, ale podařilo se je obnovit jako například Pamětník nebo Převýšov. Samotná obec nebyla zřejmě výrazně zasažena, podle berní ruly z roku 1654, v níž je obec zaznamenána jako Kosycze, bylo ve vsi jedenáct selských usedlostí a dvě chalupy a žádné neosídlené hospodářství, zatímco sousední Kosičky měly neosídlených hospodářství přes 30 %. Veškerá stavební aktivita se v druhé polovině 17. století soustředila na obnovu a stagnace byla překonána až za Václava Norberta Oktaviána Kinského. Ten se stal roku 1699 nejvyšším hofmistrem a roku 1709 byl dokončen kostel svatého Filipa a Jakuba v Mlékosrbech, kam jsou Kosice přifařeny. Podle Tereziánského katastru bylo v obci v roce 1757 13 hospodářství, což nepředstavuje žádnou změnu oproti roku 1654.
Do zdejších poměrů výrazně zasáhla raabizace, která se uplatňovala v letech 1777 až 1824 a poblíž Kosic vznikly nové vsi Metličany, Michnovka a Zábědov, tím se uzavřelo osidlování širšího okolí. Podle Schallerovy Topografie Království českého stálo v Kosicích v roce 1790 27 domů a v roce 1835 podle Sommerovy topografie to bylo již 57 domů, v nichž žilo 389 obyvatel. Podobná čísla uvádí František Palacký v Popisu království českého z roku 1843 (59 domů, 410 obyvatel). Ve 40. letech byly vysušeny některé okolní rybníky, mezi nimi i Velký Kosický rybník, v bezprostřední blízkosti Kosic tak vznikly poplužní dvory Ostrov a Oktaviánov obhospodařující nově získanou půdu.

### Novodobá historie
V 19. století došlo k výraznému zlepšení dopravní situace. Roku 1817 byla zahájena výstavba chlumeckého úseku císařské silnice, která vede 3 km od obce. Stavba byla dokončena v 30. letech. Železnice přišla do okolí v roce 1870 vybudováním trati Velký Osek – Nový Bydžov, ovšem blízká zastávka Luková (4 km) byla zřízena později. Nejbližší železniční stanicí ve vzdálenosti 4 km jsou Kratonohy na trati Chlumec nad Cidlinou – Hradec Králové, která byla otevřena v roce 1873. V téže době byla v Kosicích zbudována škola (1876). Ve druhé polovině 19. století postihly Kosice dva větší požáry, kdy v roce 1870 vyhořelo 6 domů a v roce 1889 5 domů. Hasičský sbor byl založen v obci v roce 1894. V roce 1890 místní obyvatelé zahájili výstavbu silnice od Kosiček k Chlumci, která představuje nejdůležitější dopravní spojení obce. V roce 1928 byla po ní zahájena pravidelná autobusová přeprava z Chlumce nad Cidlinou do Nechanic. V roce 1910 bylo v obci založeno spořitelní družstvo. Spořitelna pak v různých formách ve vsi fungovala až do roku 1997.
Do první světové války narukovalo z obce 118 mužů, do legií vstoupilo 13 z nich. Na památku všech pěti padlých vojáků, včetně jednoho legionáře, a dosažení svobody byl v roce 1920 postaven na návsi pomník. Pozemková reforma rozdělila v letech 1922 až 1924 mezi 62 místních přidělenců celkem 124,8 ha vesměs z parcelace dvora Oktaviánov. Následně se přikročilo k melioraci polí. Za téměř 750 tisíc korun bylo odvodněno 164,83 ha, převážně pozemků z přídělového řízení.
Obec výrazněji zasáhla regulace Cidliny, která byla zahájena v roce 1911 na soutoku s Labem a ukončena v roce 1968 v Novém Bydžově. S ní byla spojena regulace dolního toku Bystřice od jejího ústí do Kosic, jejíž první etapa – čištění toku a zvýšení hrází, probíhala již v letech 1927 – 1928. Zásadnější práce byly prováděny od roku 1959, hlavní tok Bystřice byl na katastru obce zregulován v přibližné poloze nátoku do bývalého Velkého Kosického rybníka a z původního toku se stalo vedlejší rameno zvané Mlýnská Bystřice.
Obec byla elektrifikována na obecní náklady v roce 1924. Od roku 1923 se stavěla silnice na Bydžovskou Lhotku, jejíž výstavba trvala několik let, a to i kvůli nutnosti potřebné pozemky vykupovat. Podle plánů z konce třicátých let měla těsně nad obcí vést dálnice. Když byly plány počátkem šedesátých let obnovovány, posunula se trasa jižněji a nejbližším výjezdem je od roku 2006 exit 68 ve vzdálenosti 10 km. K další stavební aktivitě došlo v obci na počátku druhé světové války, kdy byl v letech 1940 – 1943 zbudován místní hřbitov. Téměř současně (1943) vznikly plány na zbudování obecní dešťové kanalizace, ale její realizace byla zahájena až v roce 1955 a výstavba pak trvala přestávkami přes 15 let.
Po druhé světové válce se z obce přestěhovalo do pohraničí na 100 občanů a v 50. letech museli ves opustit největší sedláci i s rodinami. V důsledku toho poklesl významně počet obyvatel a v obci se na dlouhou dobu zastavila výstavba nových obytných domů. Na druhé straně zde podle možností probíhaly přestavby domů, a to i úplné. V roce 1970 byla postavena šestibytovka. V roce 1975 byla svépomocí postavena budova místní prodejny a téhož roku byl zbourán pomník na návsi, patrně proto, že byl na něm reliéf s prezidentem Masarykem.
K založení jednotného zemědělského družstva došlo až v roce 1957 a v 70. letech (1971 a 1976) bylo postupně slučováno do větších celků. Jeho transformace proběhla v roce 1992.

## Obyvatelstvo
Vývoj počtu obyvatel a obývaných domů od roku 1869 udává tabulka níže a graf pod ní:
| Rok sčítání | Počet trvale obydlených domů | Počet obyvatel |
| ----------- | ---------------------------- | -------------- |
| 1869        | 63                           | 486            |
| 1880        | 74                           | 562            |
| 1890        | 73                           | 574            |
| 1900        | 72                           | 538            |
| 1910        | 82                           | 553            |
| 1921        | 86                           | 502            |
| 1930        | 98                           | 501            |
| 1950        | 107                          | 390            |
| 1961        | 104                          | 387            |
| 1970        | 95                           | 350            |
| 1980        | 90                           | 328            |
| 1991        | 94                           | 306            |
| 2001        | 95                           | 310            |
| 2011        | 99                           | 340            |
| 2021        | 117                          | 353            |

## Obecní správa

### Obecní symboly
Znak a vlajka byly obci uděleny rozhodnutím předsedy Poslanecké sněmovny Parlamentu České republiky dne 18. března 2003.

### Představitelé obce
Níže jsou uvedeni starostové obce, v letech 1945–1990 předsedové národního výboru.
- František Jiránek 1863–1868
- Václav Chlád 1874
- František Jiránek 1875–1876
- Matěj Doležal 1877–1879
- Václav Starý 1886–1890
- Václav Struna 1890–1910
- František Doležal 1910–1919
- Vincenc Starý 1927
- Josef Doležal 1928–1932
- Bohumil Vaníček 1932–1942
- Jan Hašpl 1943 –1948
- Václav Hrubeš 1948 –1956
- Josef Fronk 1956–1957
- Josef Škvrna 1957
- Václav Petrovický 1957–1964
- Josef Kohout 1964–1986
- Vladislav Bareš 1987–2006
- Milan Ornst 2006–2018
- Ernest Kúr 2018–2022
- Libor Dašek 2022–dosud

## Osobnosti
- Václav Struna († 1910), statkář a politik, na počátku 20. století poslanec Českého zemského sněmu a okresní starosta v Chlumci nad Cidlinou.[34][35]
- Karel Vrzáň, hudebník, pedagog[36]